# Pterois
Pterois – rodzaj ryb skorpenokształtnych z rodziny skorpenowatych, nazywanych skrzydlicami (z powodu kształtu płetw piersiowych przypominających skrzydła ptaków) lub ognicami (z powodu ognistego ubarwienia albo z powodu rwącego bólu wywołanego ich jadem). 

## Występowanie
Ryby z rodzaju Pterois występują w okolicach raf koralowych w morzach tropikalnych i subtropikalnych. Kolce ich płetwy grzbietowej są połączone z gruczołami jadowymi. Ukłucia ognic są bardzo bolesne, a w niektórych przypadkach mogą być dla człowieka śmiertelne.

## Klasyfikacja
Gatunki zaliczane do tego rodzaju:
- Pterois andover
- Pterois antennata – ognica rogata[4], skrzydlica rogata[3]
- Pterois brevipectoralis
- Pterois lunulata – ognica skrzydlata[4], skrzydlica lunula[3]
- Pterois miles – ognica wachlarzopłetwa[4], skrzydlica wachlarzopłetwa[3]
- Pterois mombasae
- Pterois radiata – ognica promieniopłetwa[4], skrzydlica promieniopłetwa[3]
- Pterois russelii
- Pterois sphex
- Pterois volitans – ognica pstra[4], skrzydlica pstra[3]

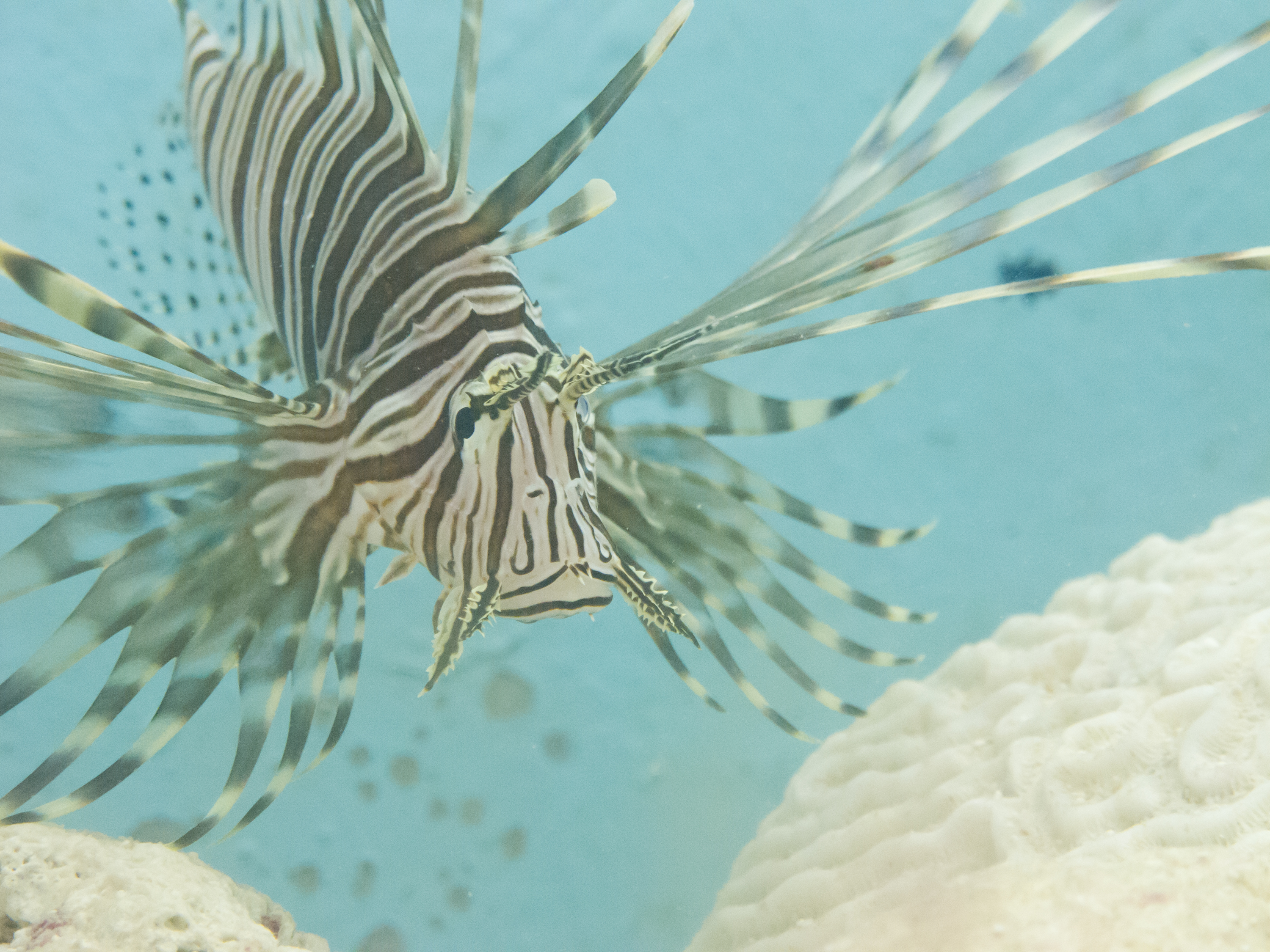
Pterois antennata
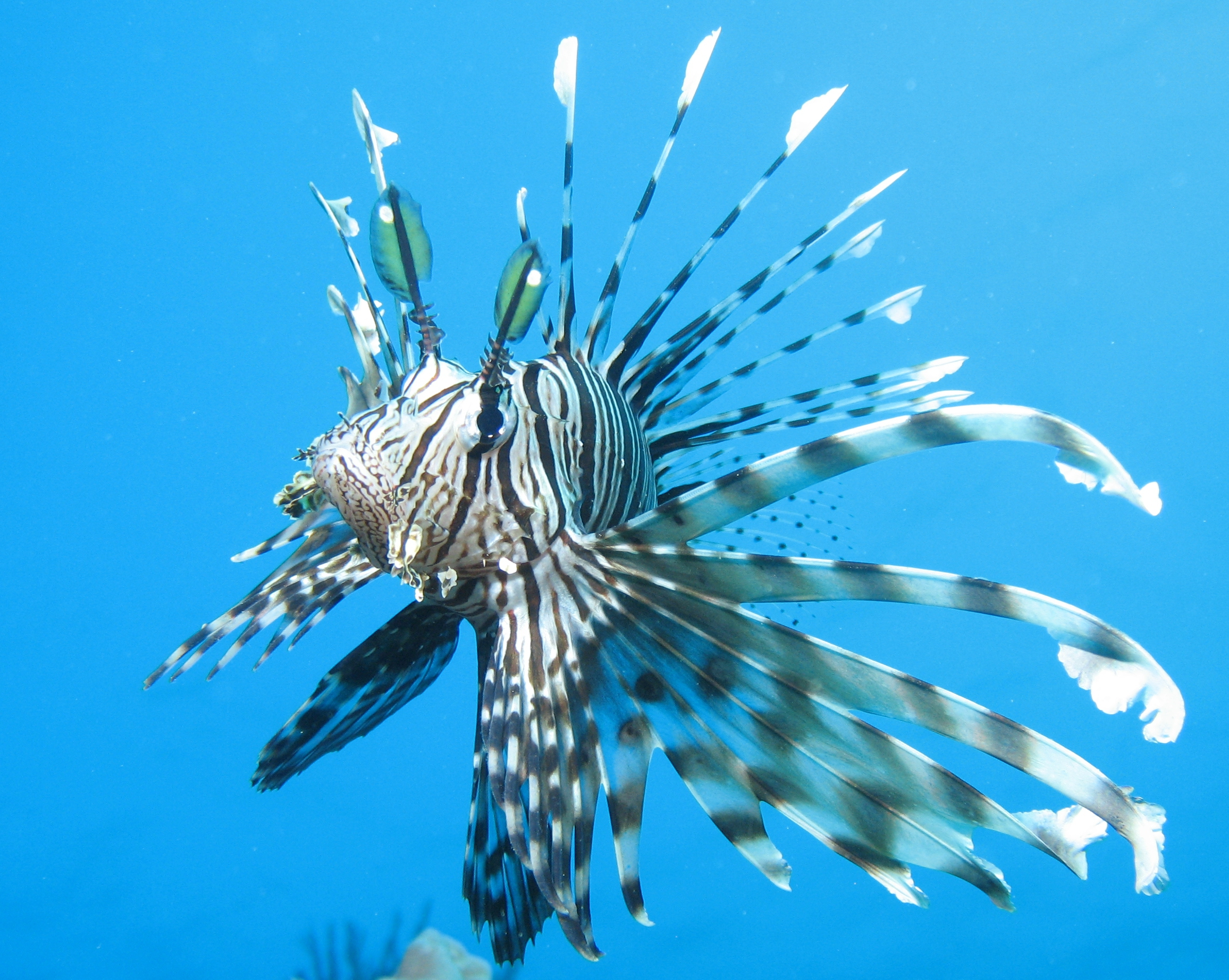
Pterois miles
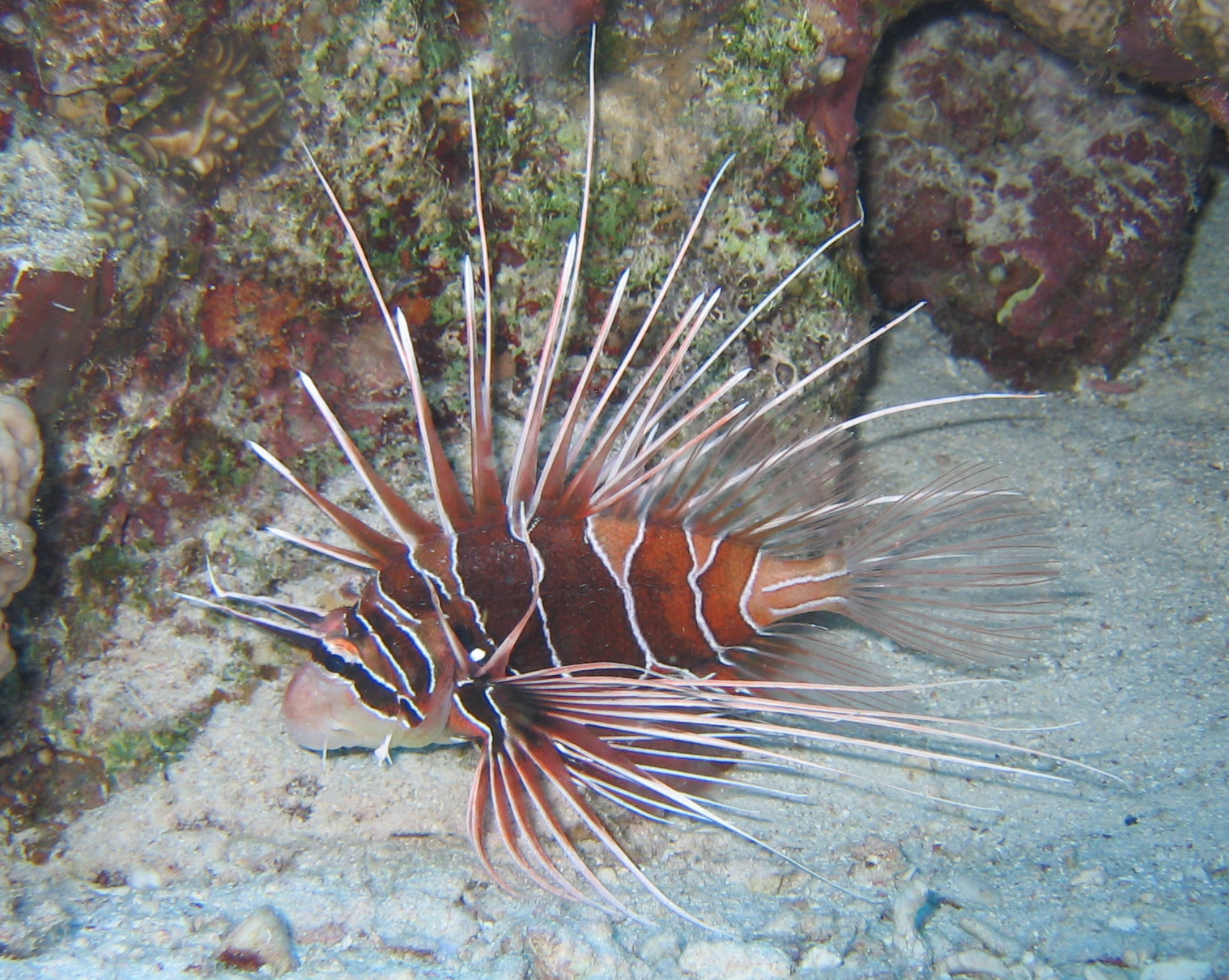
Pterois radiata
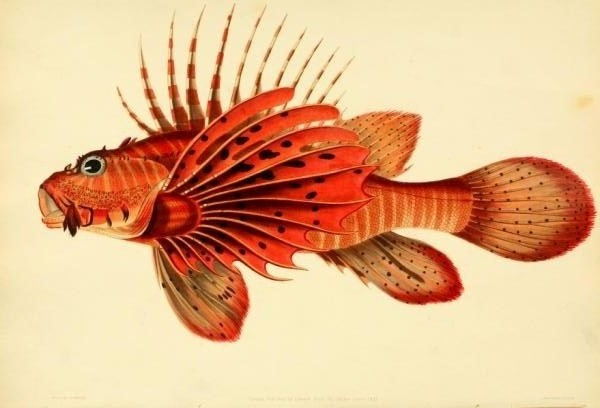
Pterois russelii
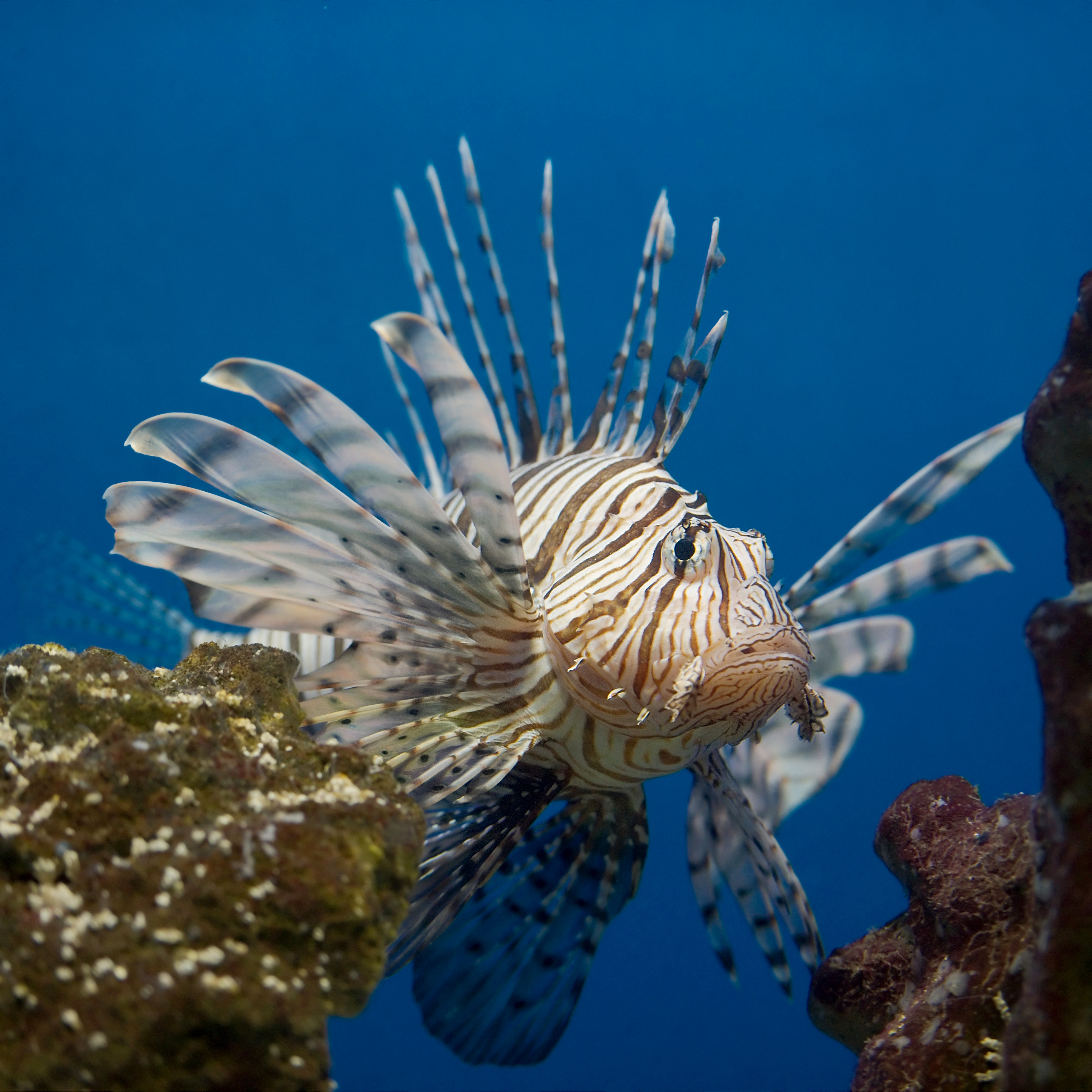
Pterois volitans